# Atanasio Tzul

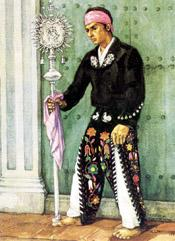
Atzul mit seinen Insignien als Alcalde von San Miguel Totonicapán.

Atanasio Tzul war ein Führer der guatemaltekischen Indígenas, der Maya K'iche' und die Symbolfigur des Aufstandes Levantamiento indígena de Totonicapán de 1820, durch den die spanische Herrschaft für 29 Tage ausgesetzt wurde und das eigenständige „Königreich“ Totonicapán en el Reino de Guatemala geschaffen wurde.

## Leben
Tzul stammte aus dem Cantón Paquí, in Totonicapán, aus einer Familie von Seifenherstellern im Barrio Linkah. Er war mit Felipa Soc verheiratet. Über sein Geburts- und Sterbedatum gibt es keine Aufzeichnungen, sicher ist nur, dass er im 18. Jahrhundert geboren wurde und Anfang des 19. Jahrhunderts gestorben ist.

### Politisches Auftreten
Tzuls öffentlicher Auftritt begann 1813, als er Principal des Ortes (Parcialidad) Linkah wurde und den Inhalt der Verfassung von Cádiz (1812) erfuhr, wonach den Eingeborenen (Indígenas) die gleichen Rechte wie den Spaniern und den Ladinos zugestanden werden sollten. Die Vorsteher und Stadträte (Principales, Concejales) von San Miguel Totonicapán verfassten daraufhin unter der Führung von Tzul und Lucas Aguilar (Akilal) einen Brief an den König um ihm zu dankten, da sie glaubten, dass dieser hinter der Entscheidung stand. 1816 beschränkte sich Tzul als Alcalde darauf, in San Miguel Totonicapán nur sieben Reales (Steuern) einzutreiben, für die Bedürfnisse der Gemeinschaft und die Gehälter der Kleriker und Beamten.
1820 wurde er als inoffizieller Repräsentant der Parcialidades Linkah, Pachah, Uculjuyub, Chiché und Tinamit anerkannt. Im selben Jahr verbündete er sich mit Lucas Aguilar mit dem Ziel, die kirchlichen Steuern und den Tribut abzuschaffen. Gemeinsam kämpften sie gegen die Macht der spanischen Kolonialverwaltung, die in der Region durch das Generalkapitanat Guatemala, den Erzbischof von Guatemala, Ramón Casaus y Torres, die Orden, sowie die Elite der Mestizen und die Kaziquen von Totonicapán repräsentiert wurde. Diese Gruppen hoben sich von der einheimischen Bevölkerung ab und hielten an ihren Privilegien fest. Die Tribute waren 1811 durch die verfassungsgebende Versammlung der Cortes von Cádiz abgeschafft worden, wurden aber von Ferdinand VII. wieder neu eingefordert.
Im Laufe der Fastenzeit 1820, als bekannt wurde, dass Ferdinand VII. die absolutistische Verfassung wieder in Kraft gesetzt habe, versuchten Aguilar und Tzul durch Gespräche mit dem Alcalde Mayor dieses Gerücht zu bestätigen. Am 9. Juli 1820, anlässlich der Feier der „Neuen Verfassung“, nahm Tzul noch in spanischen Kleidern teil, mit Mantel (casaca), Dreispitz (sombrero al tres), Zierdegen (espadín), Gehstock (bastón) und Ehrenmedaille. Jedoch in der Nacht des 12. Juli ernannten die Adligen und Führer der Revolte Tzul mit seiner Frau zu Königen und krönten sie symbolisch mit den Kronen der Heiligen San José und Santa Cecilia. Die politische und militärische Unfähigkeit der spanischen Machthaber, die ersten Versuche einer politischen Autonomie und die Konkurrenz zwischen den spanischen Beamten führten zum Erfolg des Aufstands. Die Aufständischen schafften den Tribut ab, beseitigten den Alcalde Mayor, José Manuel Lara de Arrese, und gründeten eine eigene Regierung. Und für wenige Tage zwischen Juli und August 1820 regierte Tzul als Repräsentant (Rey y señor del Reino de Totonicapán) einer einheimischen Regierung.
Bald jedoch wurde die Bewegung militärisch unterdrückt. Milizen der Mestizen (milicianos ladinos) kamen zu tausenden in das Gebiet. Der Anführer der K'iché wurde neun Tage lang ausgepeitscht und danach in Quetzaltenango eingekerkert. Am 25. Januar 1821 unterzeichnete er zusammen mit anderen Anführern ein Gnadengesuch, was am 1. März 1821 bewilligt wurde, nachdem die Einwohner von Totonicapán dafür demonstriert hatten.

## Vermächtnis
Nach Überlieferungen aus Totonicapán war Tzul Herr von Gebieten der Paquí-Bergregion, die er in Gemeindeeigentum umwandelte. Ein wichtiger Erfolg seiner Herrschaft war der Kampf gegen die Steuern, die das Generalkapitanat auferlegt hatte. Er gilt daher als ein Vorkämpfer der Rechte der einheimischen Quiché (K'iche'). Auch die Nachfolger als Alcalde Comunal in den 48 Cantonen von Totonicapán sehen es als große Ehre an, in der Nachfolge der Ideen von Antasio Tzul zu stehen.
Der Bildhauer Rodolfo Galeotti Torres schuf zu seinem Andenken eine Statue in Totonicapán, das Monumento a Atanasio Tzul und in der Zona 12 der Ciudad de Guatemala entstand Ende des 20. Jahrhunderts die Straße Calzada Atanasio Tzul.